# Dibong
Dibong est une localité du Cameroun située dans le département du Mayo-Sava et la Région de l'Extrême-Nord, à proximité de la frontière avec le Nigeria. Elle fait partie de l'arrondissement de Tokombéré et du canton de Ouldémé. On distingue parfois Dibong I et Dibong II.

## Population
Lors du recensement de 2005, 1 519 personnes y ont été dénombrées.